# Taiyutyla prefemorata
Taiyutyla prefemorata är en mångfotingart som beskrevs av Shear 1976. Taiyutyla prefemorata ingår i släktet Taiyutyla och familjen Conotylidae. Inga underarter finns listade i Catalogue of Life.